# Бахрушин, Александр Алексеевич
Александр Алексеевич Бахрушин (1823—1916) — русский промышленник и филантроп, владелец подмосковного имения Ивановское, почётный гражданин города Москвы (1900), почётный гражданин города Зарайска (1875), имел награды Российской империи. Представитель московской купеческой династии Бахрушиных. Один из трёх братьев-основателей известной с 1875 года компании «Товарищество кожевенной и суконной мануфактур Алексея Бахрушина сыновей».

## Биография
Родился в 1823 году в купеческой семье Алексея Фёдоровича (1792—1848) и Наталии Ивановны (1793—1862) Бахрушиных.
Отец, перебравшись в Москву в 1821 году, начал торговать скотом и сырыми кожами. Через четыре года он уже поставлял в казну сырую кожу (в том числе опоек — особый вид для изготовления солдатских ранцев). Затем завел перчаточное дело в Кожевниках, где жил с женой и детьми. Позже он приобрел маленькую кожевенную фабрику, которая в 1834 году превратилась в завод, а с 1835 года Алексей Фёдорович был занесен в списки московского купечества. Но когда отец, заразившись холерой, умер, выяснилось, что завод и дом в Кожевниках заложены, а долги превышали стоимость имущества Бахрушиных. На семейном совете его вдова — Наталья Ивановна и трое сыновей — Петр (1819—1894), Александр и Василий (1832—1906), приняли на себя все долги и взялись сообща за дело отца, которое через короткое время начало приносить доходы.
Ещё в юношестве отец нанял Александру учителя французского языка, который пригодился в 1861 году, когда Александр Алексеевич в течение более двух месяцев находился во Франции, Англии и Германии, где изучал кожевенную промышленность. После его командировки Бахрушинское предприятие значительно было усовершенствовано.

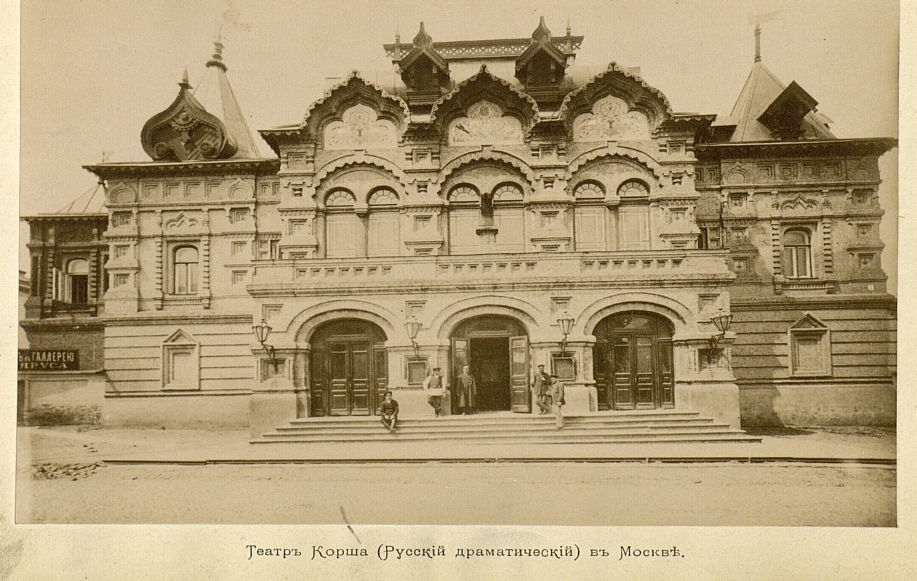
Здание театра Корша

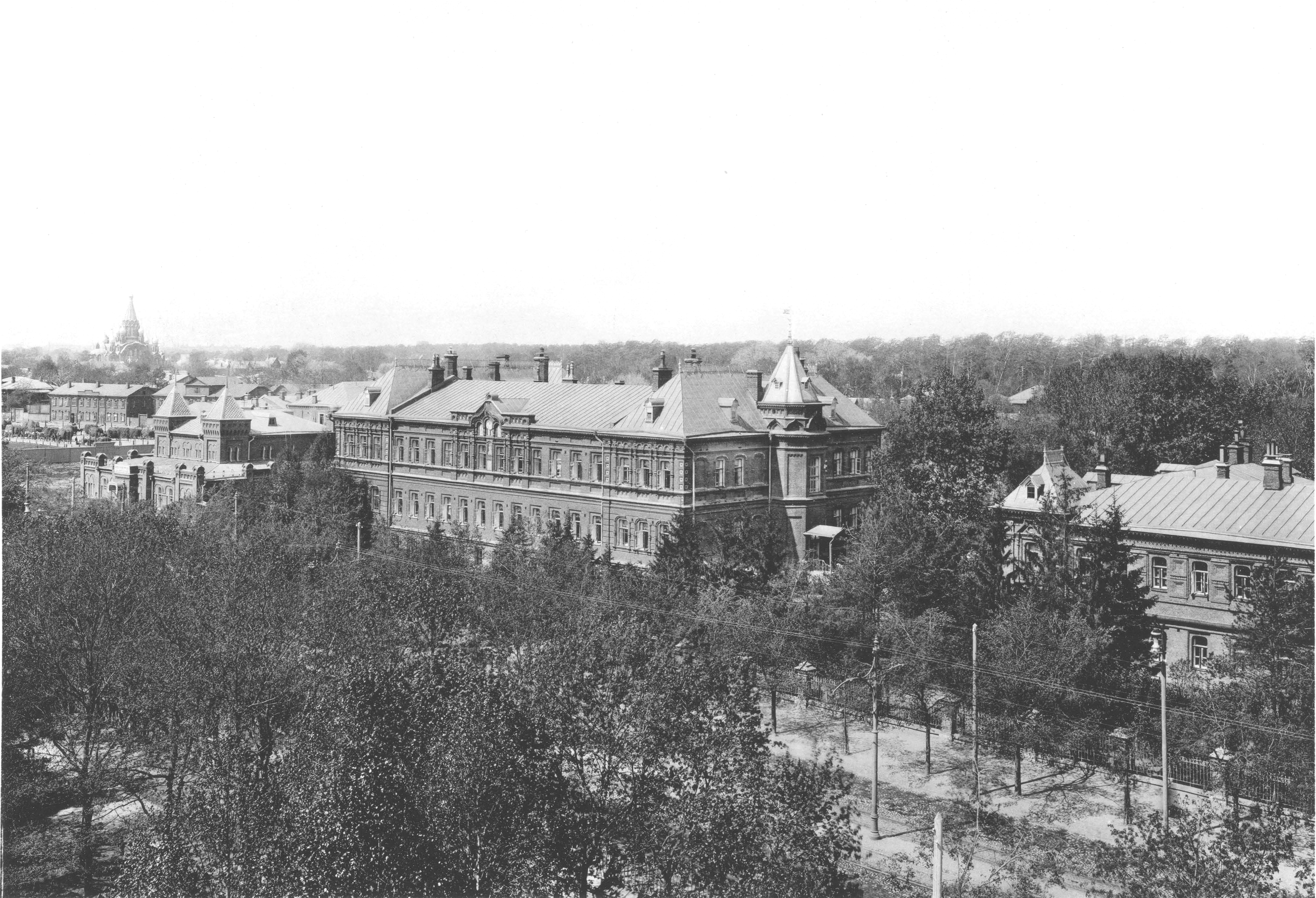
Городской сиротский приют имени братьев Бахрушиных в Сокольниках. Ок.1912 г.

Наряду с предпринимательской, Александр Бахрушин занимался и благотворительной деятельностью. С его именем связано создание в Москве театра Корша (ныне — театр Маяковского на Большой Никитской 19/13). В 1885 году в Богословском переулке братья сдали ему земельный участок под строительство театра на очень выгодных условиях. Александр Алексеевич также ассигновал Коршу на строительство театра 50 тысяч рублей. Осенью 1887 года на Сокольничьем поле ими была построена Бахрушинская больница для страдающих неизлечимыми заболеваниями на 200 кроватей (c 1923 по 2016 года называлась Остроумовской по имени её первого главного врача — А. А. Остроумова, который был домашним врачом Бахрушиных). В 1895 году на выделенные ими 150 тысяч рублей в Сокольничьей роще был построен городской сиротский приют. В 1898 году Бахрушины построили на Болотной площади заведение для нуждающихся вдов с детьми.
Александр Алексеевич был членом Московского отделения Совета торговли и мануфактур, старшиной Московского биржевого комитета (1876—1885), гласным Московской городской думы (1869—1912), членом учётно-ссудного комитета Московской конторы Государственного банка, членом совета Больницы и родильного приюта имени братьев Бахрушиных и совета Городского сиротского приюта имени братьев Бахрушиных в Сокольниках, попечителем Андреевской богадельни, старостой церкви Троицы в Кожевниках.
Супруга — Елена Михайловна Бахрушина (Постникова), происходила из купеческой семьи Постниковых. В браке у них родилось три сына и три дочери.
Умер в 1916 году. Похоронен в Москве.